# Luigi Taranto
Luigi Taranto (Palermo, 5 marzo 1960) è un politico italiano.

## Biografia
Alle elezioni politiche del 2013 viene eletto deputato della XVII legislatura della Repubblica Italiana nella circoscrizione XXIV Sicilia 1 per il Partito Democratico.